# Polly Pocket
Polly Pocket è una linea di bambole in miniatura lanciate sul mercato nel 1989.

## Caratteristiche
Il nome deriva proprio dal fatto che la prima serie di bambole della serie era di dimensioni tascabili.
L'attuale linea di giocattoli Polly Pocket, chiamata Fashion Polly e venduta dalla Mattel differisce significativamente da quella originale prodotta dalla Bluebird Toys. Le bambole presenti nella linea originale erano meno di un pollice di altezza, ed erano realizzate in plastica rigida. Mattel le ha invece rese da due a tre centimetri di altezza e composte in un materiale plastico flessibile, con abiti morbidi in gomma ed accessori moda.

## Storia
Polly Pocket è stata inventata da Chris Wiggs nel 1983, per sua figlia Kate. Utilizzando un portacipria, Wiggs costruì una minuscola casa delle bambole. L'azienda Bluebird Toys di Swindon in Inghilterra brevettò il progetto e la prima Polly Pocket fu distribuita nei negozi nel 1989.
Nei primi anni novanta la Mattel ha ottenuto un accordo di distribuzione in esclusiva dalla Bluebird Toys, che alla fine ha venduto il marchio alla Mattel nel 1998. Dal 1999 la Mattel ha ridisegnato Polly Pocket, rendendola più grande, ed ha lanciato una nuova serie di prodotti, rendendo il marchio più vicino all'idea di fashion doll.

## Personaggi

### Personaggi principali
- Polly Pocket, doppiata in originale da Tegan Moss (film), da Sue Thorpe (serie web) e da Emily Tennant (serie animata 2018), in italiano da Domitilla D'Amico (film 1 e 2), da Eleonora Reti (film 3 e serie web) e da Francesca Bielli (serie animata 2018).
- Lila Draper, doppiata in originale da Brittney Wilson (film), da Kate Higgins (serie web) e da Shannon Chan-Kent (serie animata 2018), in italiano da Letizia Ciampa (film 1), da Barbara Pitotti (film 2), da Giorgia Baruffi (film 3) e da Chiara Francese (serie animata 2018).
- Shani Smith, doppiata in originale da Chiara Zanni (film), da Erin Fitzgerald (serie web), da Kazumi Evans (serie animata 2018, st. 1 e 2) e da Cherlandra Estrada (serie animata 2018, st. 3 in poi), in italiano da Perla Liberatori (film 1) e da Annalisa Longo (serie animata 2018).
- Lea Torney, doppiata in originale da Natalie Walters (film) e da Erin Fitzgerald (serie web), in italiano da Micaela Incitti (film 1 e 2) e da Annachiara Repetto (film 3).
- Ana Leeth, doppiata in originale da Nicole Bouma, in italiano da Paola Del Bosco (film 1).
- Crissy Maxwell, doppiata in originale da Nicole Bouma (film 3) e da Wendee Lee (serie web).
- Kerstie Perx, doppiata in originale da Debi Derryberry, in italiano da Emilia Costa.
- Rick, doppiato in originale da Andrew Francis (film) e da Cindy Robinson (serie web), in italiano da Giuliano Santi (film 1).

### Personaggi secondari
- Pia Pocket, doppiata in originale da Ashleigh Ball, in italiano da Domitilla D'Amico (film 2).
- John Pocket, doppiato in originale da Michael Donovan.
- Samuel, doppiato in originale da Russell Roberts, in italiano da Giuliano Santi.
- Ms. Marklin, doppiata in originale da Teryl Rothery.

### Antagonisti
- Bethany "Beth" Anderson, doppiata in originale da Tabitha St. Germain, in italiano da Monica Vulcano (film 1 e 2) e da Emilia Costa (film 3).
- Evie Adams, doppiata in originale da Jocelyne Lowen, in italiano da Paola del Bosco (film 1).
- Victoria "Tori" Phuong-Tran, doppiata in originale da Nicole Oliver, in italiano da Micaela Incitti (film 1 e 2).
- Lorelei Handeguarde, doppiata in originale da Kathleen Barr.

## Influenze culturali
- Nella graphic novel Kick-Ass, la minuta ma sanguinaria Hit-Girl è descritta come "Polly Pocket incontra John Rambo."

## Opere derivate

### Film
Tra il 2004 e il 2006 sono stati realizzati tre film animati dedicati alla linea di giocattoli. I primi due, Polly Pocket: Lunar Eclipse e Polly Pocket 2: Cool at the Pocket Plaza, sono dei cortometraggi  destinati al mercato direct-to-video; il terzo, PollyWorld, è un lungometraggio da 70 minuti ed ha debuttato negli Stati Uniti il 12 novembre 2006, su Nickelodeon.
Un film in live-action dedicato al franchise è stato annunciato nel 2021 ed è attualmente in lavorazione.

### Serie web
Nel 2010, in concomitanza con il reboot della linea di bambole, Mattel ha lanciato una webserie animata composta da episodi della durata di circa un minuto l'uno, pubblicati su YouTube a partire dal 19 luglio 2010. La seconda stagione segna il passaggio dall'animazione flash a quella in computer grafica 3D. La quarta e ultima stagione, conclusasi nel 2017, funge da reboot della serie: l'ambientazione principale diventa la città fittizia di Pollyville e parte del cast di personaggi viene modificata o rimossa. In Italia è stata distribuita soltanto la seconda stagione, pubblicata su YouTube a partire dal 1º luglio 2016.

### Serie animata del 2018
Nel 2018, in seguito al rilancio della linea di giocattoli, ha debuttato la serie d'animazione Polly Pocket. Essa racconta le avventure di Polly, una bambina di 11 anni che, indossando il suo medaglione magico, è in grado di rimpicciolirsi e sventare i crudeli piani di Griselle Grande, con l'aiuto delle sue amiche Lila e Shani. In Canada, la serie è andata in onda su Family Channel a partire dall'8 luglio 2018, mentre in Italia ha esordito il 14 gennaio 2019 su Cartoonito.